# Посёлок турбазы «Приморская»
Посёлок турба́зы «Примо́рская» — населённый пункт в Туапсинском районе Краснодарского края России.
Входит в состав Новомихайловского городского поселения.

## География
Территориально состоит из следующих единиц:
- квартал Дружба,
- квартал Тихий,
- квартал Бриз,
- микрорайон Звёздный,
- микрорайон Лесной,
- микрорайон Лунный,
- микрорайон Южный
- микрорайон Афалина.

## История
Посёлок турбазы «Приморская» (или посёлок Приморский) учтён в списках населённых пунктов Новомихайловского сельского Совета решением Краснодарского крайисполкома от 15 ноября 1977 года.

## Население
| 2002 | 2010 |
| ---- | ---- |
| 163  | ↘123 |

По данным ЦСУ на 1 января 1999 года в посёлке проживало 157 человек.

## Инфраструктура
Развит туризм. 

## Транспорт
Автомобильный и водный транспорт.